# Fahim Gul
Fahim Gul (* 12. Februar 1956 in Rawalpindi) ist ein ehemaliger pakistanischer Squashspieler.

## Karriere
Fahim Gul war in den 1970er- und 1980er-Jahren als Squashspieler aktiv. Mit der pakistanischen Nationalmannschaft nahm er 1979 an der Weltmeisterschaft teil. Die Mannschaft erreichte das Finale, in dem sie gegen Großbritannien mit 0:3 unterlag, Gul verlor seine Finalpartie gegen Peter Verow in fünf Sätzen. Von 1982 bis 1984 stand er dreimal in Folge im Hauptfeld der Weltmeisterschaft im Einzel und schaffte 1982 mit dem Erreichen des Achtelfinals sein bestes Resultat.
Seine Brüder Rahim und Jamshed Gul waren ebenfalls Squashspieler.

## Erfolge
- Vizeweltmeister mit der Mannschaft: 1979